# Riu Seyhan

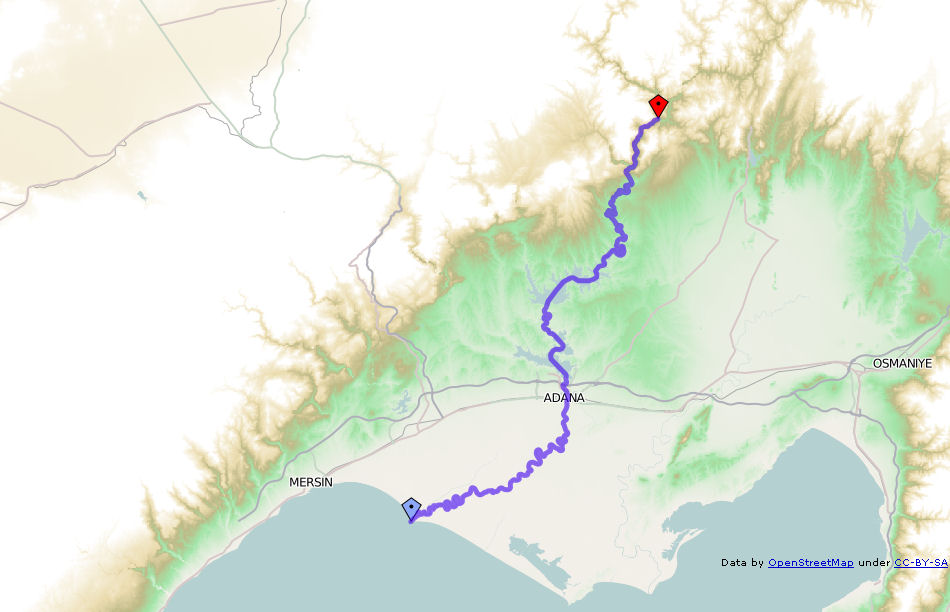
Curs del riu en el mapa

El Seyhan (abans escrit Seihan, Sihun o Sayhan; nom clàssic: Σάρος, Saros, llatí Sarus) és un riu de Turquia a Çukurova, que desguassa a la mar Mediterrània. Té un curs de 560 km.
Neix a les muntanyes Tahtalı i corre cap al sud-oest (passant per la província de Sivas i la de Kayseri) a les muntanyes de l'Antitaure, fins a arribar a la mar, on forma un delta. Els principals afluents són el Zamantı i el Göksu, que s'uneixen a Aladağ, a la província d'Adana, per formar el Seyhan. El Zamantı neix a l'altiplà d'Uzun a Pınarbaşı, província de Kayseri i creua els districtes de Tomarza, Develi i Yahyalı en aquesta província. A 50 km de la desembocadura, hi ha la ciutat d'Adana, la principal a la vora del riu, i allí hi ha nombrosos ponts que creuen el riu incloent-hi un pont romà de pedra del segle iv. Desguassa al cap Deli. Al seu curs, s'han construït algunes preses, i n'és la principal l'embassament de Seyhan, que serveix per a regar, produir energia elèctrica i controlar-ne el corrent; altres embassaments són Yedigöze i Çatalan.
El seu nom clàssic fou Soros o Sorus i la plana era coneguda com les planes de Cilícia. Antigament, desguassava al mateix lloc que el Ceyhan, del qual era considerat afluent, però avui dia les dues desembocadures estan a 60 km.